# Coenonympha reluminans
Coenonympha reluminans är en fjärilsart som beskrevs av Igor Kozhanchikov 1936. Coenonympha reluminans ingår i släktet Coenonympha och familjen praktfjärilar. Inga underarter finns listade i Catalogue of Life.